# Giovanni Colombini
Giovanni Colombini (Siena, 1304 – Abbadia San Salvatore, 31 luglio 1367) è stato un mercante italiano, che attorno al 1360 fondò l'ordine religioso dei Gesuati. La Chiesa cattolica lo annovera tra i beati.

## Biografia

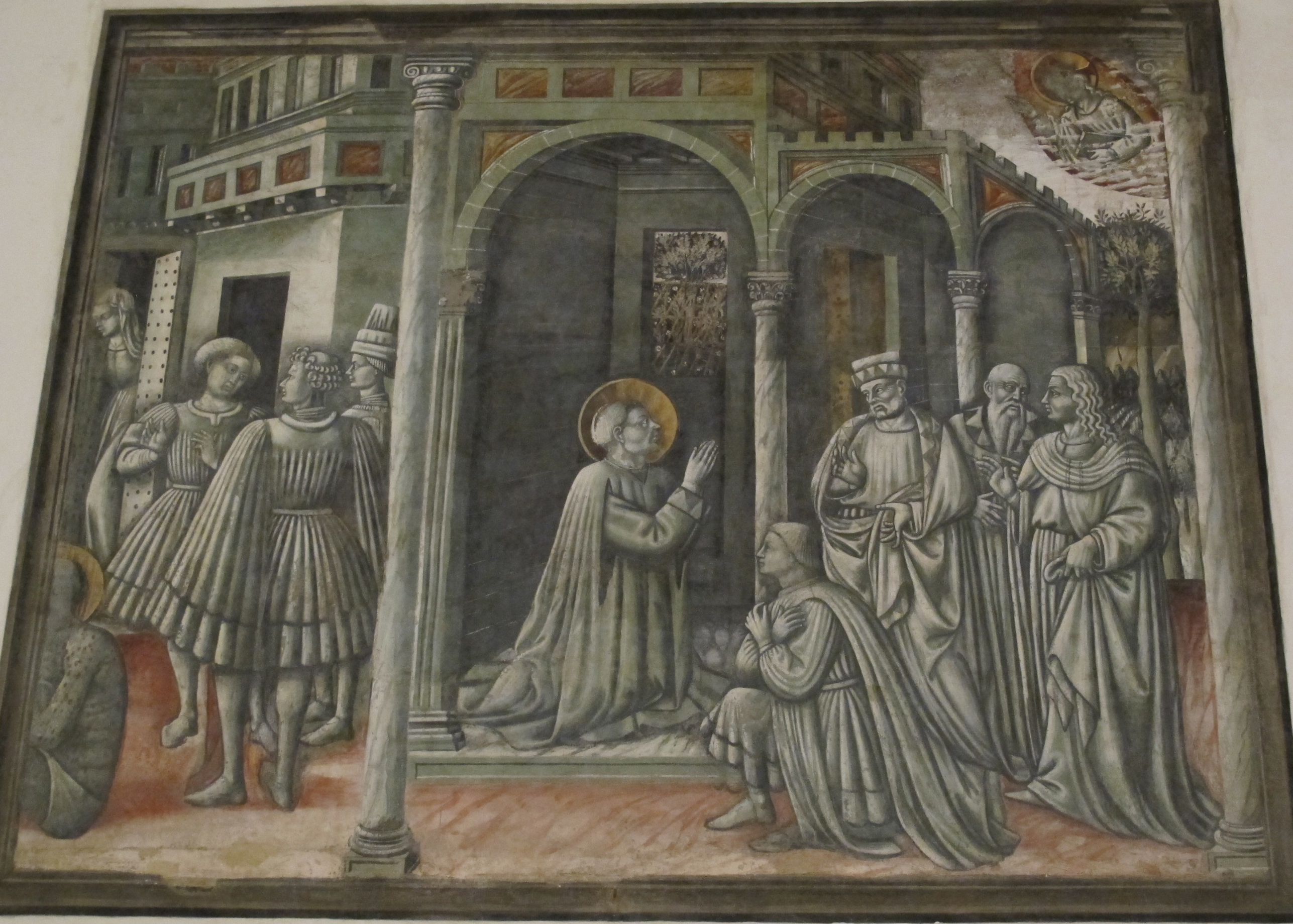
Priamo della Quercia, Episodio della vita di Giovanni Colombini. Ospedale della Scala a Siena

Di famiglia ricca, si occupò di politica nella sua città natale, dove ricoprì gli incarichi di gonfaloniere e di priore nel governo della città.
Convertitosi insieme alla moglie dopo la lettura della Vita di santa Maria Egiziaca scritta da Jacopo da Varagine, Colombini assieme ai suoi seguaci e a sua moglie Monna Biagia iniziò a percorrere i villaggi predicando una spiritualità semplice e dedicandosi particolarmente all'assistenza degli infermi.
Non indossavano un abito religioso né vivevano in case comuni e, sull'esempio di Francesco d'Assisi, non accedevano al sacerdozio. A causa del loro uso di ripetere frequentemente il nome di Gesù, il popolo iniziò a chiamarli Gesuati.
Temendo che alla sua morte la fraternità potesse disperdersi, nel 1367 Colombini si recò a Viterbo da papa Urbano V per chiedergli l'approvazione del suo ordine: il Pontefice acconsentì, ma impose ai religiosi di vestire un saio bianco e di condurre vita comune in conventi. Subito dopo, anche una nipote di Giovanni, Caterina Colombini anch'essa divenuta beata, costituì l'Ordine delle monache Gesuate.
La congregazione dei Gesuati venne soppressa da papa Clemente IX, con bolla del 6 dicembre 1668. I Gesuati venivano chiamati Padri dell'acquavite, perché negli Spedali, distillavano il vino e la somministravano ai malati per far loro sopportare il dolore.
Fu beatificato da papa Gregorio XIII.
L'opera letteraria di maggiore rilievo del Colombini furono le Lettere, dedicate alle monache di S. Bonda, appartenenti al genere apostolico con finalità mistiche. Se il linguaggio è semplice e infarcito di termini di origine dialettale, non mancano toni evocativi, insegnamenti di vita accostabili a quelli dei francescani e speranze di un rinnovamento sociale.
La biografia di Giovanni Colombini è opera di Feo Belcari, realizzata attorno al 1447. Nel loro peregrinare nelle città toscane i Gesuati, guidati da Giovanni Colombini, fecero sosta a Pistoia e due figli di nobili casate pistoiesi, Pietro e Paolino divennero loro seguaci ed entrarono nell'ordine, iniziando a servire i malati nello spedale del Ceppo.
Le reliquie del Beato Giovanni Colombini sono oggi conservate a Siena nella chiesa parrocchiale di San Francesco all'Alberino.